# Stefano Arteaga
Stefano Arteaga (Spagna, 26 dicembre 1747 – Parigi, 30 settembre 1799) è stato uno scrittore spagnolo.

## Biografia
Incerte e frammentarie sono le informazioni relative ai primi venti anni di vita di Arteaga. Nato in Spagna, forse a Moraleja de Coca, nei pressi di Segovia, Arteaga entrò nella Compagnia di Gesù il 23 settembre 1763. In seguito all'espulsione della Compagnia dal territorio spagnolo (1767), Arteaga si rifugiò in Italia. Trascorse un periodo di tempo con i suoi confratelli in Corsica e il 21 giugno 1769, quattro anni prima della soppressione dell'Ordine, abbandonò la Compagnia nella speranza di potere così di tornare in Spagna. Tuttavia il permesso gli fu negato e Arteaga rimase in esilio per il resto della sua vita. Stabilitosi a Bologna intorno al 1773, fu ospite del marchese Francesco Albergati Capacelli. Tra il 1773 e il 1778 studiò filosofia, scienze, matematica e teologia all'Università di Bologna; era particolarmente attratto dal pensiero degli empiristi (John Locke, soprattutto) e dei sensisti.
A Bologna conobbe Padre Giovanni Battista Martini, e su sua sollecitazione si dedicò allo studio della nascita e del progresso del teatro musicale italiano. La sua opera, intitolata Rivoluzioni del teatro musicale Italiano, dalla sua origine fino al presente (2 voll., Bologna 1783; 2ª ed. Venezia 1785), ottenne un grande successo e lo fece conoscere a livello europeo. Secondo François-Joseph Fétis "L'opera di Arteaga è la più importante che sia mai stata scritta sulle trasformazioni del teatro musicale: è l'unica in cui si può trovare un'erudizione senza pedanteria, un raffinato spirito filosofico, un buon gusto, uno stile elegante e nessuno spirito di partito." Arteaga fece da mediatore nel corso della polemica tra Martini e il suo confratello spagnolo Antonio Eximeno.
Divenuto socio dell'Accademia di Padova, e dell'Accademia Virgiliana di Mantova, Arteaga lasciò Bologna e, dopo aver trascorso qualche tempo a Venezia (dove incontrò il patriota venezuelano Francisco de Miranda), nel 1786 si trasferì a Roma sotto la protezione del ministro plenipotenziario del re di Spagna José Nicolás de Azara, al quale aveva dedicato le Rivoluzioni. Nominato bibliotecario dell'Azara, preparò con altri studiosi un'edizione dell'opera omnia di Orazio e diede alle stampe le Investigaciones filosóficas sobre la belleza ideal considerada como objeto de las artes de imitación (Madrid, 1789), un importante trattato di estetica che anticipa tematiche che saranno proprie del romanticismo. Nel 1798 Arteaga accompagnò in Francia l'Azara, nominato ambasciatore spagnolo a Parigi. Morì a casa di Azara a Parigi il 30 ottobre 1799.

## Opere
- Obra completa castellana, ed. de Miguel Batllori, Madrid: Espasa-Calpe, 1972.
- Disertaciones sobre el ritmo, 1780.
- Le rivoluzioni del teatro musicale italiano, (Bolonia, 1783); tradotta in tedesco da Johann Nikolaus Forkel nel 1789 e in francese nel 1802.
- Investigaciones filosóficas sobre la belleza ideal considerada como objeto de las artes de imitación (Madrid, 1789)
- Del ritmo sonoro e del ritmo muto nella musica degli antichi, Madrid: CSIC (Instituto de Arte y Arqueología "Diego Velázquez" Sección de Estética), 1944.
- Dialoghi tra il Sig. Stefano de Arteaga e Andrea Rubbi in difesa de la letteratura italiana, Venezia: Antonio Zatta e Figli, 1786.
- Lettere al Signor G.B.C. intorno la traduzione d'Omero dell'Ab. Cesarotti, 1787.
- In funere Caroli III Hispaniarum regis catholici oratio, ex regio typographeo, 1789.
- Lettera di Stefano Arteaga a Gio. Batista Bodoni : intorno alla censura pubblicata dal caval. Clementino Vannetti accademico fiorentino contro l'edizione parmense dell'Orazio del MDCCXCII (1791), Crisopoli, 1793.
- Della influenza degli arabi sull'origine della poesia moderna in Europa: dissertazione, nella Stamperia Pagliarini, 1791.
- Breve noticia de Gonzalo Perez, padre del célebre Antonio Pérez: escrita por el jesuita Esteban de Arteaga y Lopez, 1842; 1848.
- "Del gusto presenta in letteratura italiana"
- Carta de don Esteban de Arteaga à don Antonio Ponz... sobre la filosofía de Píndaro, Virgilio, Horacio y Lucano: que sirve de respuesta á un artículo de cierto diarista holandés, publicado en febrero de 1788 Madrid: en la imprenta de la viuda de Ibarra, 1789.
- Difesa della musica moderna e de' suoi celebri esecutori, ed. de Vincenzo Manfredini, Editions Minkoff, 1972.
- "Pinturas de Antonio Allegri, nombrado el Corregio, existentes en Parma en el monasterio de San Pablo"